# Edmond Apéti
Edmond Apéti (* 1946 oder 1947 in Tsévié; † 2. Juli 1972 in Lomé), genannt Dr. Kaolo, war ein togoischer Fußballspieler.
Als Stürmer des Klubs Étoile Filante aus Lomé, für den er in den 1960er-Jahren bis zu seinem Tod 1972 spielte, erlangte Kaolo große lokale Berühmtheit. Seinen Spitznamen „Dr. Kaolo“, der Name einer Schreibfeder die togoische Schüler zu der Zeit verwendeten, brachten ihm seine elegante Spielweise und seine Beschleunigung ein. Ein großer Erfolg Kaolos war das Erreichen des Finales der 8. Ausgabe der CAF Champions League 1968. Gegen die wohl damals beste afrikanische Vereinsmannschaft TP Englebert Mazembe aus Lubumbashi. Durch eine demütigende 5:0-Niederlage im Hinspiel konnte Étoile Filante zwar noch ein 4:1 im Rückspiel in Lomé erreichen, für den Titelgewinn reichte es dennoch nicht. Bekannte Mannschaftskollegen Kaolos waren unter anderem Christian Cadiry, Marcel Akueson und Ananou Désiré und der Torwart Tommy Sylvestre.
1972 schaffte es die Nationalmannschaft mit dem deutschen Trainer Gottlieb Göller, sich gegen den starken Qualifikationsgegner Ghana durchzusetzen und erstmals an der Fußball-Afrikameisterschaft teilzunehmen. Obwohl die Mannschaft in dem Ende Februar 1972  in Kamerun ausgetragenen Wettbewerb in der Vorrunde scheiterte, avancierte  Kaolo zu einem der Stars dieser Afrikameisterschaft. Beim 3:3 gegen Mali, 0:2 gegen Kamerun und 1:1 gegen Kenia erzielte Kaolo alle Tore für Togo und platzierte sich mit 4 Treffern unter den besten Torschützen des Wettbewerbs.
Einige Monate nach der Afrikameisterschaft starb Kaolo am 2. Juli 1972 im Alter von 25 Jahren infolge eines Verkehrsunfalls mit seinem Mofa auf dem Boulevard des 13. Januars in Lomé an einer schweren Kopfverletzung. Ihm ist ein Pokal nationaler Fußballklubs gewidmet, der seit 2005 in seiner Heimatstadt Tsévié ausgetragen wird. Der Austragungsort, das Stadion Stade Municipal „Dr. Kaolo“ in Tsévié trägt seinen Spitznamen als Beinamen.